# Клеф-Валле-д'Ер
Клеф-Валле-д'Ер (фр. Clef Vallée d'Eure) — муніципалітет у Франції, у регіоні Верхня Нормандія, департамент Ер. Клеф-Валле-д'Ер утворено 1 січня 2016 року шляхом злиття муніципалітетів Ла-Круа-Сен-Лефруа, Екарданвіль-сюр-Ер i Фонтен-Едбур. Адміністративним центром муніципалітету є Ла-Круа-Сен-Лефруа. Населення — 2468 осіб (01.01.2021).